# 대일하
대일하(大壹夏, ?~?)는 발해 고왕의 동생 대야발의 아들로 무왕의 종형이다.

## 생애
726년(인안 7) 흑룡강 하류 일대에 살던 흑수말갈이 당나라와 내통, 흑수주(黑水州)가 되고 당나라에서 장사(長史)를 파견한다는 계획이 알려지자, 발해 무왕은 동생 대문예에게 군사를 보내 흑수말갈을 치게 하였다. 그러나 대문예는 당나라 공격을 반대하다가 당나라로 망명하였다. 분노한 무왕은 대문예를 치는 한편, 종형 대일하에게 군사를 주어 흑수말갈로 보냈다. 이후의 기록에는 나타나지 않는다. 대일하가 군사를 이끌고 흑수말갈로 진격하였는지 여부 역시 확실하지 않다.

## 가족 관계
- 조부 : 대중상(乞乞仲象)
  - 백부 : 고왕(高王, 大祚榮)
    - 종제 : 무왕(武王)[2]

  - 부 : 대야발(大野勃)

## 참고 자료
- 《발해고》